# 톰 콘티
톰 콘티(Tom Conti, 1941년 11월 22일 ~ )는 영국 스코틀랜드의 배우이다.

## 출연 작품
- 패딩턴 2 - 제랄드 판사 역
- 미레트
- 오펜하이머 - 아인슈타인 역